# Guldholm Kloster
Guldholm kloster var et Cistercienserkloster i middelalderens Sydslesvig. I 1191 indviede Slesvigs biskop Valdemar, klostret på en lille halvø ved Langsøen nær Slesvig by i Angel.
Grunden til Guldholm klosters grundlæggelse var begivenhederne i det lille munke- og nonnesamfund i Skt. Michaelis Kloster ved Sankt Michaelis Kirke uden for Slesvig by. Abbeden og nogle af hans munke lå døddrukne nede i et af byens ølhuse, hvor de havde sviret og moret sig med piger. Denne episode fik biskop Valdemar til at beslutte at flytte klostret fra Slesvig til Guldholm, hvor han ejede jord. Men der faldt ikke ro over munkene og i 1200-tallet flyttedes klostret længere nordpå til Ryd (nu Lyksborg). Klosterbygninger på halvøen i Guldholm forfaldt efterhånden. Bortset fra klostergraven er der nu intet af klostret tilbage.
Tæt på det forhenværende kloster er der imidlertid indrettet ferieboliger.